# Herrenhaus Morrn
Das Herrenhaus Morrn ist ein Herrenhaus in Murzynowo in der Gmina Skwierzyna im Powiat Międzyrzecki in der polnischen Woiwodschaft Lebus wurde erbaut in den 1860er Jahren im Stil der Neorenaissance als Nachfolgebau eines älteren Gutssitzes. Der dominierende zweigeschossige Kernbau mit Mezzanin war Wohnbereich des Gutsherrn, das über einen Verbindungsbau nördlich anschließenden Nebengebäude beherbergte die Küche und Bedienstetenwohnungen. Die Fassaden sind ziegelverkleidet. An der Eingangsfassade des Herrenhauses Richtung Osten liegt ein dreiachsiger Mittelrisalit mit einem vierseitigen Portikus.

## Geschichte
Die älteste Erwähnung des Dorfes stammt von 1316, als Markgraf Johann Arnold von Uchtenhagen mit dem Ort belehnte. Eine vorherige Erwähnung 1251 hat sich als Fälschung des 15. Jahrhunderts herausgestellt. Die Geschichte des Dorfes ist von der Lage im brandenburgisch-polnischen Grenzgebiet geprägt. So war das Dorf zeitweise in einen brandenburgischen und einen polnischen Teil getrennt. Eigentümer des brandenburgischen Teils waren lange die von Rülicke, die 1694 ihren Gutsteil an die Brandt verkauften. Ein anderer Teil des Dorfes war 1694 in Besitz der von Gramme, die 1701 an die Wreech verkauften. Diese gaben 1784 den Besitz an die von Schöning, die später auch den Teil der Brandt aufkauften.
Im Jahr 1782 verkaufte der polnische König Stanislaus II. August Poniatowski das Dorf an Preußen. Die Brandt und Schöning verpflichteten sich, den Landräten von Meseritz eine jährliche Gebühr von 3000 Złoty zu zahlen, was diese Familien bis 1851 taten. Um 1861 erwarb der Berliner Industrielle Adolf Pflug das Gut. Letzte private Besitzer waren ab 1909 die Delius, die im Ort eine florierende Ziegelfabrik betrieben. Nach der polnischen Annexion der Region wurde das Gut verstaatlicht.